# Хашба, Нодар Владимирович
Нодар Владимирович Хашба (абх. Нодар Владимир-иԥа Хашба, груз. ნოდარ ვლადიმერის ძე ხაშბა; род. 1 октября 1951, Ткуарчал, Абхазская АССР) — российский и абхазский государственный деятель, премьер министр Абхазии в 2004—2005 годах.

## Образование и научная деятельность
Окончил Харьковский институт инженеров коммунального строительства, Академию общественных наук при ЦК КПСС, по специальности: инженер — строитель, политолог-преподаватель политических наук, кандидат экономических наук (2000), докторант РАНХ и ГС.

## Карьера
Трудовую деятельность начал в городе Ткварчал в 1973 году в качестве инженера ОКС Ткварчалского шахтоуправления, затем начальника ОКС Ткварчалской ГРЭС. 
С 1977 по 1983 год на комсомольской работе. 
В 1983—1990 годах на партийной работе: инструктор Сухумского горкома, инструктор ЦК КП Грузии, заведующий отделом строительства и городского хозяйства Абхазского обкома партии.
С 1990 — заместитель Министра жилищно- коммунального хозяйства Абхазии, с 1991 — Глава администрации (Мэр) города Сухум, в 1992—1993 годах — заместитель председателя Государственного комитета обороны Абхазии, в 1992—1995 годах —заместитель Председателя Правительства Республики Абхазия, Глава администрации города Сухум.
В 1995 году выехал из Абхазии.
В 1995—2004 годах работал в МЧС России, помощник Министра, заместитель Директора департамента международного сотрудничества, департамента инвестиций МЧС РФ, был руководителем оперативной группы МЧС в Югославии. Награждён орденом Леона, орденом Дружбы, орденом Сергия Радонежского, девятью медалями, награждён именным оружием.
6 октября 2004 года Владиславом Ардзинбой назначен премьер-министром Абхазии вместо кандидата в президенты Рауля Хаджимбы. Работа Хашбы в должности премьер-министра проходила в условиях гражданского противостояния в Абхазии, вызванных спорными результатами президентских выборов. После итоговой победы Сергея Багапша, Н.Хашба подал в отставку.
С 2004 по 2009 год работал в Администрации Президента Российской Федерации заместителем Полномочного представителя Президента РФ в Южном Федеральном округе.
С 2009 года работал в Представительстве КБР при Президенте России, заместителем, и. о. Постоянного Представителя. С декабря 2014 года заместитель Председателя Правительства Кабардино-Балкарской Республики, специальный представитель Главы КБР в Федеральных органах власти Российской Федерации и города Москвы.
В 2014 году был назначен специальным представителем главы Кабардино-Балкарии  по обеспечению взаимодействия с федеральными органами государственной власти и Правительством Москвы.
Владеет 45% акций коммерческого банка «ГАРАНТ-БАНК». На 2024 год входил в совет банка.
На 2023 год являлся заместителем генерального директора, директором по экономической и информационной безопасности Авиакомпании «НордСтар».

## Семья
Женат, двое сыновей.

## Награды
- Лауреат Национальной Премии «Транспортная безопасность России — 2023» в номинации «За личный вклад в реализацию системы мер в области обеспечения транспортной безопасности»[6]